# Przejście graniczne Bezledy-Bagrationowsk
Przejście graniczne Bezledy-Bagrationowsk – polsko-rosyjskie drogowe przejście graniczne położone w województwie warmińsko-mazurskim, w powiecie bartoszyckim, w gminie Bartoszyce, w miejscowości Bezledy.
Przejście graniczne Bezledy-Bagrationowsk powstało dzięki umowie między Rządem Rzeczypospolitej Polskiej a Rządem Federacji Rosyjskiej. Czynne jest przez całą dobę. Dopuszczony jest ruch osobowy oraz towarowy pojazdami o nacisku na oś do 8 ton wykonującymi przewozy międzynarodowe. W okresie od 27 lipca 2012 do 3 lipca 2016 otwarty był również mały ruch graniczny. Przejście graniczne obsługuje Placówka Straży Granicznej w Bezledach.
W okresie istnienia Związku Radzieckiego funkcjonowało w tym miejscu polsko-radzieckie drogowe przejście graniczne lokalnego znaczenia Bartoszyce (Bezledy) tylko dla wymiany delegacji społeczno-politycznych, kulturalnych, sportowych i innych z województw przygranicznych PRL i ZSRR. Od 24 stycznia 1986 r. zaczął funkcjonować tu Punkt Uproszczonego Przekraczania Granicy. Przekraczanie granicy odbywało się na podstawie przepustek. Organy Wojsk Ochrony Pogranicza wykonywały odprawę graniczną i celną.
Na przejsciu rozpoczyna się droga krajowa 51 i droga A195.